# Antras, Ariège

Antras este o comună în departamentul Ariège din sudul Franței. În 1 ianuarie 2022 avea o populație de 74 de locuitori.